# Hosszejn Kázeráni
Hosszejn Kázeráni (perzsául: حسین کازرانی; Andimesk, 1947. április 13. –) iráni válogatott labdarúgó.

## Pályafutása

### Klubcsapatban
1972 és 1979 között a PAS Teherán csapatában játszott, melynek tagjaként 1978-ban bajnoki címet szerzett. Az iráni forradalmat követően véget ért a pályafutása.

### A válogatottban
1973 és 1978 között 25 alkalommal szerepelt az iráni válogatottban és 2 gólt szerzett. Részt vett az 1978-as világbajnokságon, ahol a Hollandia, a Skócia elleni csoportmérkőzéseken kezdőként, míg a Peru elleni csoportmérkőzéseken csereként lépett pályára.